# Carl Reinhold Sahlberg
Carl Reinhold Sahlberg, född 22 januari 1779 i Eura, död 18 oktober 1860 i Yläne, var en finländsk naturforskare. Auktorsnamnet Sahlb. kan användas för Carl Reinhold Sahlberg i samband med ett vetenskapligt namn inom botaniken; se Wikipediaartiklar som länkar till auktorsnamnet.
Carl Reinhold Sahlberg var son till Isak Reinhold Sahlberg, som var ättling till Munck af Fulkila och Bureättling, samt Lovisa Catharina Polviander. Han var far till Reinhold Ferdinand Sahlberg.
Sahlberg blev student 1795, filosofie magister 1802, medicine licentiat 1810, medicine adjunkt och botanices demonstrator samma år samt var 1818–1841, som efterträdare till Carl Niclas Hellenius, professor i naturhistoria och ekonomi (historiæ naturalis och œconomiæ professor). 
Sahlberg verkade i hög grad upplivande på naturhistoriens studium i Finland och skaffade sig, i synnerhet genom Insecta fennica (1817–1827; ny upplaga 1830–1839), ett aktat namn som entomolog. Som den egentlige stiftaren av Societas pro Fauna et Flora Fennica (1821) gjorde han sig ytterligare förtjänt om den finländska naturhistorien.

## Utmärkelser
- Sankt Vladimirs orden, fjärde klassen,  1826[3]
- Sankt Stanislausorden, andra klassen,  1837[3]
- Sankt Annas orden, andra klass,  1840[3]

[Redigera Wikidata]